# Jan Willem Jansen (Organist)

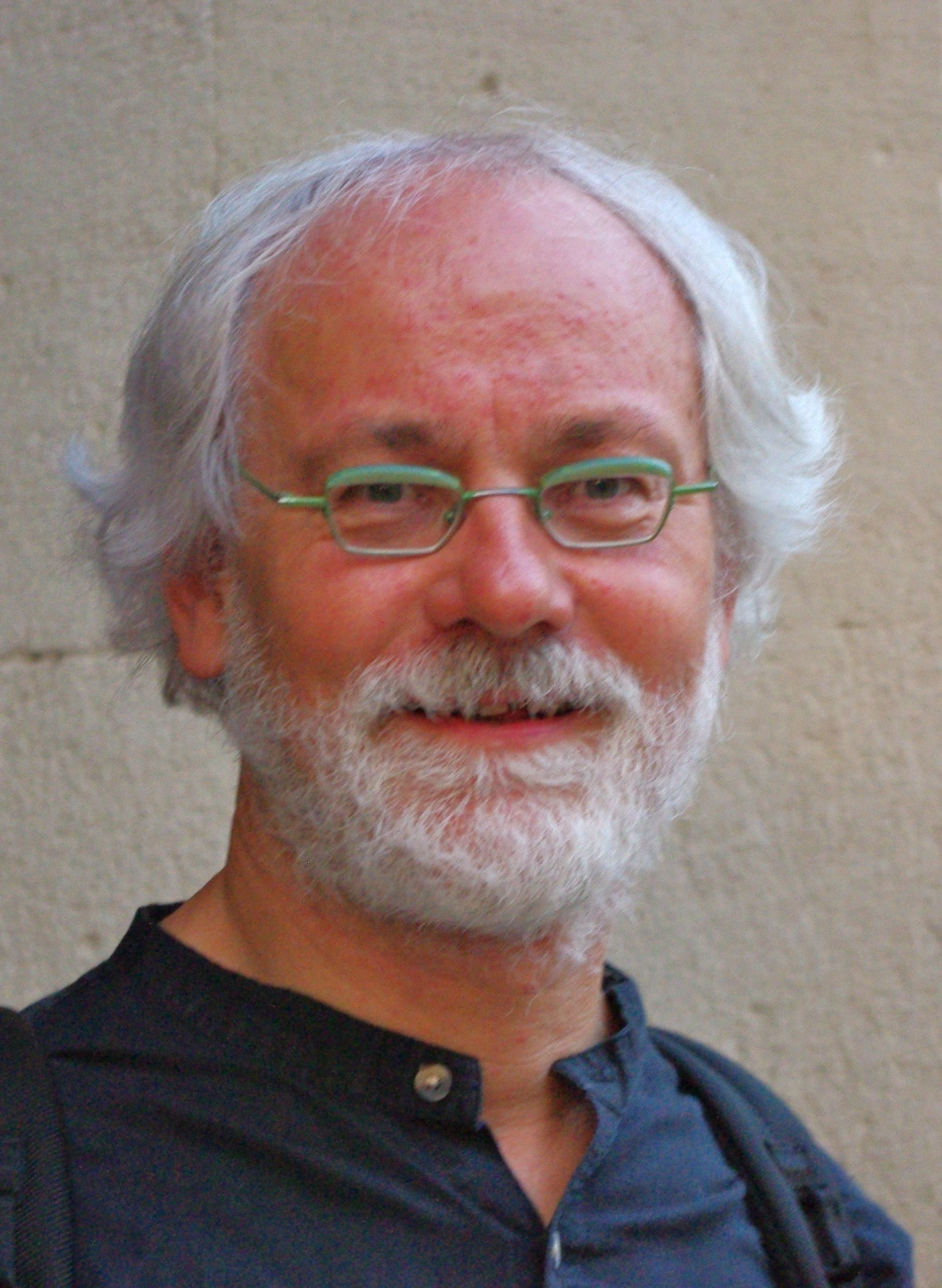
Jan Willem Jansen

Jan Willem Jansen (* April 1950 in Deventer) ist ein niederländischer Organist. 
Zunächst erhielt Jansen seine musikalische Ausbildung bei Jan Warmink, Willem Mesdag und Wim van Beek. 1977 legte er das Konzertdiplom am Königlichen Konservatorium in Den Haag ab. Er setzte seine Studien im Cembalospiel bei Ton Koopman in Amsterdam und im Orgelspiel bei Xavier Darasse in Toulouse fort. Am Toulouser Konservatorium wurde er Mitarbeiter von Darasse und unterrichtet dort bis heute Orgel und Cembalo.
Jan Willem Jansen ist außerdem Gründer der Abteilung für Alte Musik an diesem Institut und ist gemeinsam mit Michel Bouvard verantwortlich für den Studiengang Orgeln und Tasteninstrumente. Außerdem ist er künstlerischer Leiter des Festivals Toulouse les Orgues. 
Als Interpret wirkte Jansen in bekannten Ensembles für Barockmusik mit, unter anderem bei La Chapelle Royale in Paris, Collegium Vocale Gent, Hespèrion XX in Barcelona sowie bei Les Sacqueboutiers et l’Ensemble Baroque de Limoges unter der Leitung von Christophe Coin. Er ist Titularorganist des Musée des Augustins und der Basilika Notre-Dame de la Daurade in Toulouse.